# آبشار شانون
آبشار شانون (به انگلیسی: Shannon Falls Provincial Park) آبشاری است که در بریتیش کلمبیا، کانادا واقع شده و ارتفاع کلی ریزشگاه آن ۳۳۵ متر است.